# コロンビア・スーペルリーガ
スーペルリーガ・コロンビアーナ（スペイン語: Superliga Colombiana、[su.pɛɾ.ˈli.ɣa ðe ko.ˈlõm.bja], 英語: Colombian Superleague）は、コロンビアサッカー1部リーグ（カテゴリア・プリメーラA）の前期優勝クラブと後期優勝クラブが対戦し、通年優勝を決めるサッカー大会である。

## 概要
リーガという名称から通年リーグであるとよく勘違いされるが、実際には2チームのみが参加する通年優勝決定戦である。ディマジョールの主催で2012年に始まった。通常は前期（アペルトゥーラ）開始前の1月に行われる。参加クラブには賞金が与えられる。

## 歴史
2011年当時ディマジョール会長であったラモン・ヘスルンは、コパ・コロンビアーナ優勝クラブとカテゴリア・プリメーラAの優勝クラブ（1クラブ）が対戦する大会の創設を提案した。2012年3月のディマジョール総会において、スーペルリーガの創設が決定。提案されていたコパ優勝クラブではなく、カテゴリア・プリメーラ前期優勝と後期優勝の2クラブが参加するというものに変更がなされた。2014年からはスーペルリーガの勝者にコパ・スダメリカーナへの参戦権が与えられたが、2017年にコパ・スダメリカーナのルール変更に伴い、翌年から参戦権の代わりに賞金が与えられることになった。

## 大会フォーマット
前述の通り、前年度の前期リーグ（アペルトゥーラ）優勝クラブと後期リーグ（フィナリサシオン）優勝クラブが参加する。一つのクラブが前期と後期を制した場合は、前年度の第1ステージで最も優れた成績を残したクラブが参加する。勝敗はホーム＆アウェーの2試合で決定される。前年度より多くの勝ち点を残したクラブが2試合目をホームで戦うことができる。2020年は1月中の開催が難しかったことから6月に中立地で1試合を行う方式に変更がなされた。（のちの新型コロナウイルス流行の影響により、9月に再延期。従来のホーム＆アウェー方式へ再び変更された。）

## 賞金
優勝クラブには5億1000千万コロンビアペソ、準優勝クラブには2億6000万ペソ、総額7億7000万ペソの賞金が与えられる。カテゴリア・プリメーラAには優勝賞金が無いため、実質的にスーペルリーガとコパ・リベルタドーレスで受け取る賞金がクラブがカテゴリ・プリメーラA優勝で受ける恩恵である。

## 歴代優勝クラブ
| 年   | 優勝(括弧内は通算優勝回数)          | 試合結果           | 準優勝                              |
| ---- | ----------------------------------- | ------------------ | ----------------------------------- |
| 2012 | アトレティコ・ナシオナル (TA) (1)   | 3:1 3:0            | ジュニオール (TF)                   |
| 2013 | サンタ・フェ (TA) (1)               | 2:1 1:0            | ミジョナリオス (TF)                 |
| 2014 | デポルティボ・カリ (RC) (1)         | 2:1 0:1 (4:3 pen.) | アトレティコ・ナシオナル(TA-TF)     |
| 2015 | サンタ・フェ (TF) (2)               | 1:2 2:0            | アトレティコ・ナシオナル (TA)       |
| 2016 | アトレティコ・ナシオナル (TF) (2)   | 2:0 3:0            | デポルティボ・カリ (TA)             |
| 2017 | サンタ・フェ(TF) (3)                | 0:0 1:0            | インデペンディエンテ・メデジン (TA) |
| 2018 | ミジョナリオス (TF) (1)             | 0:0 2:1            | アトレティコ・ナシオナル (TA)       |
| 2019 | アトレティコ・ジュニオール (TF) (1) | 1:2 1:0 (3:0 pen.) | デポルティボ・トリマ (TA)           |
| 2020 | アトレティコ・ジュニオール (TA) (2) | 1:2 0:2            | アメリカ・デ・カリ (TF)             |
| 2021 | サンタ・フェ (4)                    | 1:2 3:2            | アメリカ・デ・カリ (TA)             |
| 2022 | デポルティボ・トリマ (TA) (1)       | 1:1 1:0            | デポルティボ・カリ (TF)             |

## クラブ別優勝回数
| クラブ                         | 優勝回数 | 準優勝回数 | 優勝年度               | 準優勝年度       |
| ------------------------------ | -------- | ---------- | ---------------------- | ---------------- |
| アトレティコ・ナシオナル       | 4        | 3          | 2012, 2016, 2023, 2025 | 2014, 2015, 2018 |
| サンタフェ                     | 4        | 0          | 2013, 2015, 2017, 2021 |                  |
| ジュニオール                   | 2        | 2          | 2019, 2020             | 2012, 2024       |
| ミジョナリオス                 | 2        | 1          | 2018, 2024             | 2013             |
| デポルティーボ・カリ           | 1        | 2          | 2014                   | 2016, 2022       |
| デポルテス・トリマ             | 1        | 1          | 2022                   | 2019             |
| アメリカ・デ・カリ             | 0        | 2          |                        | 2020, 2021       |
| インデペンディエンテ・メデジン | 0        | 1          |                        | 2017             |
| デポルティーボ・ペレイラ       | 0        | 1          |                        | 2023             |
| アトレティコ・ブカラマンガ     | 0        | 1          |                        | 2025             |